# Linxiang
Linxiang is een stad in de provincie Hubei van China. Linxiang ligt in de prefectuur Yueyang. De stad heeft ruim 470.000 inwoners. In Linxiang bevindt zich een kamp.